# Dialeucias
Dialeucias is een geslacht van vlinders van de familie spinneruilen (Erebidae), uit de onderfamilie Arctiinae.

## Soorten
- D. pallidistriata Hampson, 1901
- D. variegata Dognin, 1923
- D. violascens Schaus, 1905